# Cal Sabater (Escarlà)
Cal Sabater és una masia del poble d'Escarlà, de l'antic terme ribagorçà de Sapira, pertanyent actualment al municipi de Tremp. És al nord d'Escarlà, a la riba esquerra de la Noguera Ribagorçana, al peu de la pista rural que relliga els pobles d'aquesta vora del riu, entre Escarlà i el Pont d'Orrit.